# Краледворський рукопис

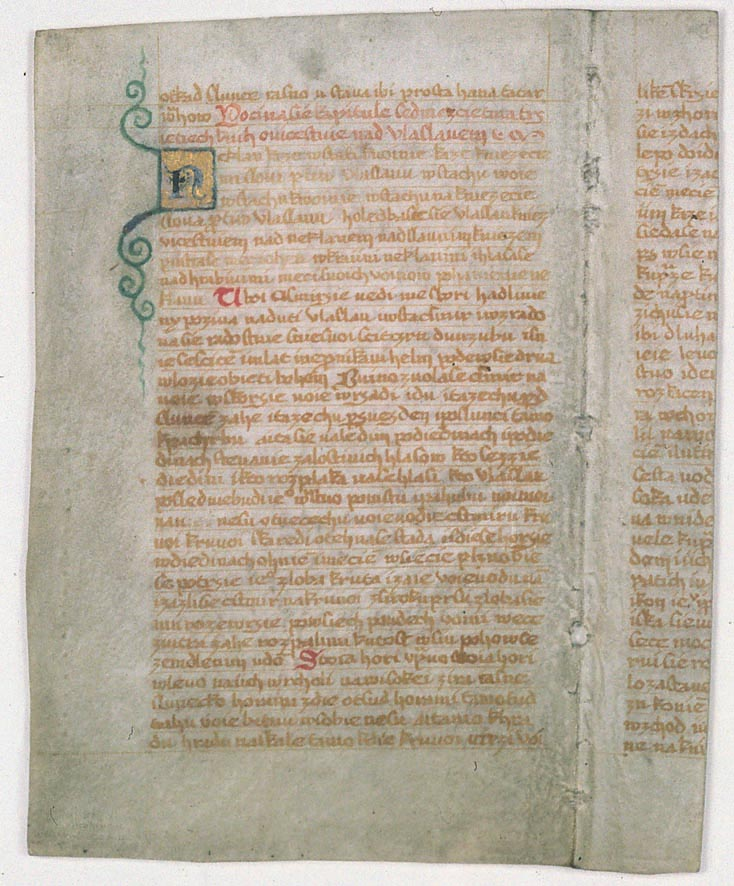
Краледворський рукопис


Краледворський рукопис (чеськ. Rukopis královédvorský, RK; нім. Königinhofer Handschrift) — одна з найвідоміших підробок у галузі слов'янської літератури і фольклору, тісно пов'язана з Зеленогірським рукописом (загальна абревіатура RKZ).

## «Відкриття» і характеристики

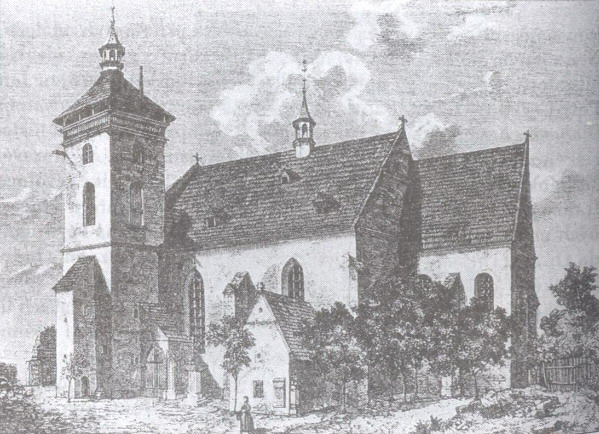
Церква в Двур-Кралове, де був «знайдений» рукопис

Фальсифікований рукопис, виготовлений чеськими просвітителями Вацлавом Ганкою та Йозефом Ліндою, був «виявлений» Ганкою в 1817 році нібито між стіною та шафою у церковній вежі (за іншими даними — в погребі) в місті Кенігінгоф на Ельбі (Двур-Кралове-над-Лабем, чеськ. Dvůr Králové nad Labem). Виданий за обривок обширного манускрипту XIII століття (до цього століття належать найпізніші із зображених в ній подій). Написаний чорнилами, виготовленими за старовинним рецептом (але з використанням виявлених при хімічному аналізі новітніх барвників), на великих обрізках стародавнього пергаменту (12 аркушів).

## Зміст
«Краледворський рукопис» містить 14 пісень, з них — 6 епічних (присвячених легендарним сюжетам ранньої історії Чехії, татарській навалі XIII ст. тощо), 3 лірико-епічних та 5 чисто ліричних. На сторінках епічного розділу рукопису чеські герої, невідомі іншим джерелам (Бенеш Германов, Ярослав) здобувають перемоги над саксами або рятують Європу від татар (при потуранні німців). Розповідь про перемогу в 1241 році Ярослава з Штернберку (нібито предка графа Кашпара Штернберка, одного із засновників Національного музею) під Оломоуцем над татарами мала великий успіх у російській історіографії. Вигадана Ганкою битва при Оломоуці (набагато пізніше, ніж був викритий сам рукопис) потрапила в праці Б. Д. Грекова «Золота Орда і її падіння» (1950), Л. Н. Гумільова та ін., третє видання БСЭ.

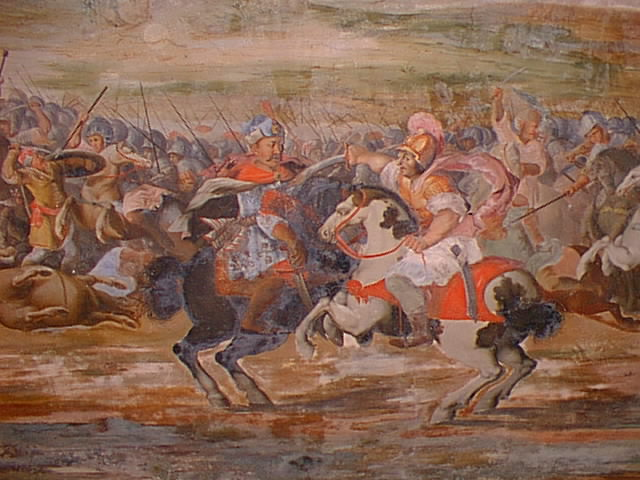
Перемога Ярослава над татарами. Розпис стелі в замку Зелена Гора, Чехія, XIX ст.

Ці тексти мали велике пропагандистське значення в умовах чеського національного відродження (як езопова мова; пряма критика німецького панування була б не пропущена цензурою). У ліричних піснях очевидні сюжетні та лексичні переклички з східнослов'янським (російським і українським) фольклором, а також зі Словом о полку Ігоревім. Це відповідало панславістським поглядам Ганки, що розглядав Росію як лідера майбутнього звільнення та об'єднання слов'янських народів, а також його власній мовній практиці як просвітителя (виступав за запозичення в чеську мову російських слів).

## Викриття
До середини XIX століття Краледворський рукопис був одним із символів чеського національного відродження, сумнівів в достовірності найбільші його діячі — П. Шафарик і Ф. Палацький — не висловлювали і навіть виступили зі спільною книгою про неї (існує спірна гіпотеза, що вони здогадувалися про фальсифікації, але замовчували про свої міркування з патріотичних почуттів). Письменник-драматург Франц Закрейс захищав справжність рукопису. Масштабна дискусія навколо автентичності обох рукописів почалася лише в другій половині XIX ст. Кінець слави підробленого рукопису стався в 1870-і — 1880-і роки, коли найбільші лінгвісти (Ян Гебауер), палеографи та історики (Я. Голл) в загальних рисах довели її фальшивість, проте дискусія, сильно ускладнена політичним підґрунтям, тягнулася ще довго і, за визнанням більшості фахівців, завершилася узагальнюючими публікаціями в 1911–1914 рр.. Велику роль в позбавленні нації від її міфу зіграв Т. Масарик, згодом перший президент Чехословаччини, який керувався етичними міркуваннями (патріотична ідея не може ґрунтуватися на брехні).
У наш час справжність рукописів відстоюють деякі рухи націоналістичного напрямку в Чехії.

## Переклади українською
Краледворський рукопис привернув увагу багатьох українських письменників, які зробили повний чи частковий його переклад українською.
У 1830 — 40 роках Маркіян Шашкевич переклав повний текст Краледворського рукопису, але за життя надрукував лише 4 ліричні поезії в альманасі "Русалка Дністровая" (1837; повний переклад було знайдено посмертно в архіві Ізмаїла Срезневського й опубліковано лише 1912 року у книзі Писання Маркіяна Шашкевича).
У 1830-их роках Іван Вагилевич переклав українською (бойківським діалектом української мови) частину рукопису (опубліковано 1838 року).
На поч. 1850-х pp. Данило Мордовець переповів Краледворський рукопис віршем (скоріше за все не надрукований ні за життя ні посмертно й не відомо чи зберігся хоча б рукопис перекладу).
У 1856 році в газеті. "Зоря галицька" вміщено розвідку "Короледворська рукопись" (№ 10, 18), 5 епіч. пісень і віршів у перекладі Меркелла Онуфрієвича (Маркела Попеля).
У 1860 році повний переклад Краледворського рукопису завершив С. Руданський (уривки опубл. 1899; грунтовне "Переднє слово од редактора" до перекладу подав А. Кримський). Повністю Краледворський рукопис надруковано 1910 році у посмертному виданні творів С. Руданського.
Ще під час навчання в гімназії зацікавився рукописом І. Франко, 1873 він повністю переклав, його, написав передмову "Дещо про „Рукопись Короледворську"".
Перше повне видання Краледворського рукопису українською мовою в перекладі І. Верхратського вийшло 1879 у Львові.
В різний час окремі твори з Краледворського рукопису перекладали українською також Ізмаїл Срезневський, М. Костомаров, А. Метлинський (А. Могила), О. Корсун та ін.